# هيروتسوج ناكاباياشي
هيروتسوج ناكاباياشي (باليابانية: 中林 洋次) (28 أبريل 1986 في يوكوهاما في اليابان – )؛ هو لاعب كرة قدم ياباني سابق كان يلعب كحارس مرمى.

## وصلات خارجية
- هيروتسوج ناكاباياشي على موقع رابطة كرة القدم اليابانية للمحترفين (اليابانية)
- هيروتسوج ناكاباياشي على موقع إي إس بي إن إف سي (الإنجليزية)
- هيروتسوج ناكاباياشي على موقع قاعدة بيانات كرة القدم.إي يو (الإنجليزية)
- هيروتسوج ناكاباياشي على موقع Soccerbase.com (لاعب) (الإنجليزية)
- هيروتسوج ناكاباياشي على موقع Soccerway.com (الإنجليزية)
- هيروتسوج ناكاباياشي على موقع عالم كرة القدم.نت (الإنجليزية)
- هيروتسوج ناكاباياشي على موقع كووورة